# Зеброва, Галина Александровна
Гали́на Алекса́ндровна Зе́брова (род. 26 августа 1945, Москва) — советский и российский художник-мультипликатор, режиссёр.

## Биография
Родилась 26 августа 1945 в Москве.
В 1962-1966 годах училась в Театральном художественно-техническом училище.
В 1966-1967 годах работала художником-костюмером на киностудии «Мосфильм».
в 1967-1970 годах работала художником-прорисовщиком на к/ст «Союзмультфильм». В 1970-1972 училась на курсах художников-мультипликаторов при «Союзмультфильме».
С 1973 года уже работала как мультипликатор рисованных фильмов. Работала для студий «Союзмультфильм», «Кристмас Филмз», «ШАР», «Мастер-Фильм», ФГУП «Киностудия «Союзмультфильм»». Участвовала в создании около 120 фильмов.
20 ноября 2009 г. В «Галерее на Солянке» открылась выставка Зои Кредушинской «Зойкины картины».

## Художник-мультипликатор
- 1973 — Новые большие неприятности (реж. сёстры Брумберг)
- 1973 — Что страшнее?
- 1973 — Весёлая карусель. № 5
- 1974 — Дарю тебе звезду
- 1974 — Весёлая карусель. № 6
- 1975 — И мама меня простит
- 1975 — Как верблюжонок и ослик в школу ходили
- 1975 — Мимолётности
- 1975 — Фантик (Первобытная история)
- 1976 — Весёлая карусель. № 8
- 1976 — Голубой щенок
- 1976 — Котёнок по имени Гав (первый выпуск)
- 1976 — Переменка № 1
- 1976 — Шкатулка с секретом
- 1977 — Весёлая карусель. № 9
- 1977 — Василиса Прекрасная
- 1977 — Зайчонок и муха
- 1977 — Котёнок по имени Гав (второй выпуск)
- 1977 — Как грибы с горохом воевали
- 1978 — Мышонок Пик
- 1978 — Ограбление по…
- 1978 — Приключения Хомы
- 1978 — Трое из Простоквашино
- 1979 — Как лиса зайца догоняла
- 1979 — Летучий корабль
- 1979 — Охота
- 1979 — Переменка № 2
- 1980 — Котёнок по имени Гав (четвёртый выпуск)
- 1980 — Мореплавание Солнышкина
- 1980 — Хитрая ворона
- 1981 — Говорящие руки Траванкора
- 1981 — Ивашка из Дворца пионеров
- 1981 — Ничуть не страшно
- 1981 — Пёс в сапогах
- 1981 — Приключения Васи Куролесова
- 1982 — Бедокуры
- 1982 — Живая игрушка
- 1982 — Котёнок по имени Гав (пятый выпуск)
- 1982 — Про деда, бабу и курочку Рябу
- 1983 — О, море, море!..
- 1983 — Путешествие муравья
- 1983 — Путь в вечность
- 1983 — Снегирь
- 1984 — Возвращение блудного попугая (первый выпуск)
- 1984 — Дом, который построили все
- 1984 — Зима в Простоквашино
- 1984 — Картинки с выставки
- 1984 — Кубик и Тобик
- 1984 — Про шмелей и королей
- 1985 — Волчок
- 1985 — Грибной дождик
- 1985 — Загадка сфинкса
- 1985 — Обезьянки и грабители
- 1985 — Про Сидорова Вову
- 1986 — Ара, бара, пух!
- 1986 — Геракл у Адмета
- 1986—1987 — Приключения пингвинёнка Лоло
- 1986 — Чудеса техники
- 1986 — Я жду тебя, кит!
- 1986 —  Переменка № 5
- 1987 — Богатырская каша
- 1987 — Диалог. Крот и яйцо
- 1987 — Мартынко
- 1988 — Доверчивый дракон
- 1988 — Кому повем печаль мою?
- 1988 — Случай с бегемотом
- 1989 — Ай-ай-ай
- 1989 — Всех поймал
- 1989 — Сегодня в нашем городе
- 1989 — Надводная часть айсберга
- 1989 — Секретная океанская помойка
- 1989 — Стереотипы
- 1990 — Комино
- 1990 — Невиданная, неслыханная
- 1990 — Приключения кузнечика Кузи (история первая)
- 1991 — Мисс Новый год
- 1991 — Иван Царевич и Серый волк
- 1991 — Mister Пронька
- 1992 — Фатум
- 1992 — Чинк
- 1992 — Глаша и Кикимора
- 1992 — Великая битва слона с китом
- 1992 — Бал цветов
- 1992 — Леато и Феофан. Партия в покер
- 1993 — Гномы и горный король
- 1993 — Обезьянки, вперёд!
- 1993 — Весёлая карусель. № 25
- 1993 — Человек в воздухе
- 1993 — Шут Балакирев
- 1994 — Весёлая карусель. № 27
- 1994 — Фантазёры из деревни Угоры
- 1995 — Обезьянки в опере
- 1995 — Весёлая карусель. № 28
- 1996 — Весёлая карусель. № 30
- 1997 — Долгое путешествие
- 1997 — Погоня в космосе
- 1997 — Незнайка на луне
- 1997 — Обезьянки. Скорая помощь
- 1997 — Медвежья спасательная служба. Приключения в океане
- 1998 — Ночь на Лысой горе
- 2000 — Весёлая карусель. № 31
- 2000 — Весёлая карусель. № 32
- 2000 — Лукоморье. Няня
- 2000 — Человек в пустыне
- 2002 — Из жизни разбойников
- 2003 — Полынная сказка в три блина длиной
- 2004 — Из жизни разбойников 2
- 2004 — Ключи от времени
- 2004 — Щелкунчик
- 2005 — Лу. Рождественская история
- 2006 — Ночь осеннего полнолуния
- 2006 — Первая охота
- 2007 — Медвежий угол
- 2009 — День рождения Алисы
- 2012 — Буроба
- 2014 — День медведя
- 2015 — Попугай-дурак шлёт вам привет!